# Atwoodmaskin

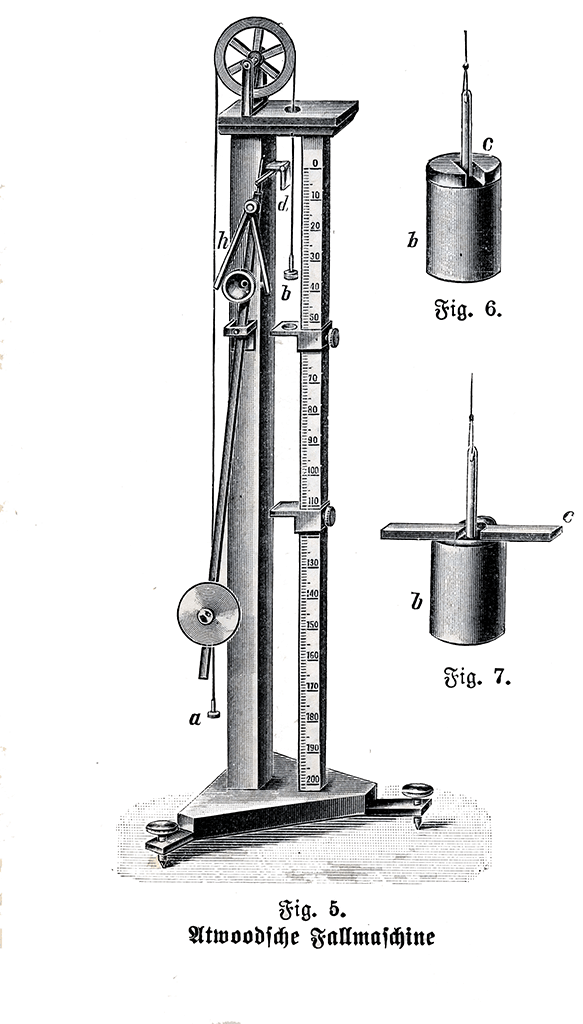
Illustration av Atwoodmaskinen, 1905.

Atwoodmaskinen (eller Atwoods maskin) uppfanns 1784 av den engelske matematikern George Atwood som ett laboratorieexperiment för att verifiera lagarna för mekanisk rörelse med konstant acceleration. Atwoods maskin är en vanlig klassrumsdemonstration som används för att illustrera principer för klassisk mekanik.
Den idealiska Atwoodmaskinen består av två föremål av massa m1 och m2, anslutna med en oupplöslig masslös sträng över en idealisk masslös remskiva. Båda massorna upplever enhetlig acceleration. När m1 = m2 är maskinen i neutral jämvikt oavsett vikternas position. 

## Ekvation för konstant acceleration

Frikroppsdiagram av de två hängande massorna i Atwoodmaskinen. Vår teckenkonvention, avbildad av accelerationsvektorerna är att m_{1} accelererar nedåt och att m_{2} accelererar uppåt, vilket skulle vara fallet om m_{1} > m_{2}

En ekvation för accelerationen kan härledas genom att analysera krafter. Förutsatt en masslös, oupplöslig sträng och en idealisk masslös remskiva är de enda krafter att tänka på: spänningskraft (T) och vikten av de två massorna (W1 och W2). För att hitta en acceleration, måste antas de krafter som påverkar varje enskild massa och använda Newtons andra lag (med en teckenkonvention av m1 > m2) för att härleda ett system med ekvationer för accelerationen (a).
Som teckenkonvention, antas att a är positiv när de är nedåtgående för {\displaystyle m_{1}} och uppåt för {\displaystyle m_{2}}. Vikt av {\displaystyle m_{1}} och {\displaystyle m_{2}} är helt enkelt {\displaystyle W_{1}=m_{1}g} och {\displaystyle W_{2}=m_{2}g} respektive.
Krafter som påverkar m1:
{\displaystyle \;m_{1}g-T=m_{1}a}
Krafter som påverkar m2:
{\displaystyle \;T-m_{2}g=m_{2}a}
och lägga till de två tidigare ekvationerna ger
{\displaystyle \;m_{1}g-m_{2}g=m_{1}a+m_{2}a},
och den avslutande formeln för acceleration
{\displaystyle a=g{m_{1}-m_{2} \over m_{1}+m_{2}}}
Atwoodmaskinen används ibland för att illustrera lagrangiansk metod för att härleda rörelseekvationer.

## Ekvation för spänning
Det kan vara användbart att känna till en ekvation för spänningen i strängen. För att utvärdera spänning, ersätt ekvationen för acceleration i någon av de två kraftekvationerna.
{\displaystyle a=g{m_{1}-m_{2} \over m_{1}+m_{2}}}
Till exempel kan du ersätta {\displaystyle m_{1}a=m_{1}g-T}, vilket resulterar i
{\displaystyle T={2gm_{1}m_{2} \over m_{1}+m_{2}}={2g \over 1/m_{1}+1/m_{2}}}

## Ekvation för en remskiva med tröghet och friktion
För mycket små masskillnader mellan m1 and m2 kan den roterande trögheten I hos remskivan av radie r inte försummas. Remskivans vinkelacceleration ges av halkfritt tillstånd:
{\displaystyle \alpha ={a \over r},}
där alfa är vinkelaccelerationen. Nettovridmomentet är då:
{\displaystyle \tau _{\mathrm {net} }=\left(T_{1}-T_{2}\right)r-\tau _{\mathrm {friction} }=I\alpha }
Genom att tillämpa Newtons andra lag för de hängande massorna, och lösa ut T1, T2, and a, vi får:
Acceleration:
{\displaystyle a={{g(m_{1}-m_{2})-{\tau _{\mathrm {friction} } \over r}} \over {m_{1}+m_{2}+{{I} \over {r^{2}}}}}}
Spänning i strängsegmentet närmast m1: 
{\displaystyle T_{1}={{m_{1}g(2m_{2}+{{I} \over {r^{2}}}+{{\tau _{\mathrm {friction} }} \over {rg}})} \over {m_{1}+m_{2}+{{I} \over {r^{2}}}}}}
Spänning i strängsegmentet närmast m2:
{\displaystyle T_{2}={{m_{2}g(2m_{1}+{{I} \over {r^{2}}}+{{\tau _{\mathrm {friction} }} \over {rg}})} \over {m_{1}+m_{2}+{{I} \over {r^{2}}}}}}
Kan lagerfriktion antas vara försumbar (men inte remskivans tröghet och inte dragkraften hos strängen på remskivans kant), förenklas dessa ekvationer som följande resultat:
Acceleration:
{\displaystyle a={{g(m_{1}-m_{2})} \over {m_{1}+m_{2}+{{I} \over {r^{2}}}}}}
Spänning i strängsegmentet närmast m1:
{\displaystyle T_{1}={{m_{1}g(2m_{2}+{{I} \over {r^{2}}})} \over {m_{1}+m_{2}+{{I} \over {r^{2}}}}}}
Spänning i strängsegmentet närmast m2:
{\displaystyle T_{2}={{m_{2}g(2m_{1}+{{I} \over {r^{2}}})} \over {m_{1}+m_{2}+{{I} \over {r^{2}}}}}}

## Praktisk implementering
Atwoods ursprungliga illustrationer visar huvudskivans axel som vilar på kanterna på ytterligare fyra hjul, för att minimera friktionskrafterna från lagren. Många historiska implementeringar av maskinen följer denna design.
En hiss med en motvikt approximerar en idealisk Atwoodmaskin och avlastar därmed körmotorn från belastningen av att hålla hisshytten - den måste övervinna endast viktskillnad och tröghet hos de två massorna. Samma princip används för bergbanor med två anslutna järnvägsvagnar på lutande spår och för hissarna på Eiffeltornet som balanserar varandra. Skidliftar är ett annat exempel, där gondolerna rör sig på ett slutet (kontinuerligt) remskivesystem upp och ner på berget. Skidliften liknar den motviktade hissen, men med en begränsningskraft som kabeln ger i vertikal dimension och därigenom uppnår arbete i både horisontella och vertikala dimensioner. Båthissar är en annan typ av motviktat hissystem som approximerar en Atwoodmaskin.